# Nowojaworowsk (hromada)
Nowojaworowsk – hromada terytorialna w rejonie jaworowskim obwodu lwowskiego Ukrainy. Siedzibą hromady jest miasto Nowojaworowsk.

## Miejscowości hromady
W skład hromady wchodzi miasto Nowojaworowsk, osiedle typu miejskiego Szkło i 20 wsi

- Nowojaworowsk – miasto, centrum hromady
- Szkło – osiedle typu miejskiego
- Berdychów
- Czołhynie
- Dobrostany
- Kaczmary
- Kamienobród
- Kertyna
- Koguty
- Lisy
- Mołoszkowice
- Mużyłowice
- Podłuby
- Przyłbice
- Rulów
- Sołyhy
- Stadniki
- Starzyska
- Stenie
- Tarnowica
- Wola Dobrostańska
- Wola Starzyska